# Montenils
Montenils ist eine französische Gemeinde im Département Seine-et-Marne in der Île-de-France. Sie gehört zum Kanton Coulommiers (bis 2015 Kanton Rebais) im Arrondissement Provins. Nachbargemeinden sind Dhuys et Morin-en-Brie mit La Celle-sous-Montmirail im Norden, Rieux im Osten, Tréfols im Südosten, Le Vézier im Südwesten und Montolivet im Westen.

## Bevölkerungsentwicklung
| Jahr      | 1962 | 1968 | 1975 | 1982 | 1990 | 1999 | 2008 | 2013 |
| --------- | ---- | ---- | ---- | ---- | ---- | ---- | ---- | ---- |
| Einwohner | 80   | 75   | 49   | 36   | 36   | 40   | 37   | 30   |

## Persönlichkeiten
- Marthe Gautier (1925–2022), Kinderärztin und Forscherin der Trisomie 21